# Бучанський район
Буча́нський район (Бучанщина) — район у Київській області України. Адміністративний центр — місто Буча. Площа — 2555,5 км² (9,1 % площі області), населення — 352,3 тис. осіб (2020).
Утворений 19 липня 2020 року.

## Склад
До складу району входять 12 територіальних громад.
У складі району території Білогородської сільської, Бородянської селищної, Борщагівської сільської, Бучанської міської, Вишневої міської, Гостомельської селищної, Дмитрівської сільської, Ірпінської міської, Коцюбинської селищної, Макарівської селищної, Немішаївської селищної, Пісківської селищної територіальних громад, затверджених Кабінетом Міністрів України.
Раніше територія новоствореного Бучанського району входила до складу Києво-Святошинського, Бородянського, Макарівського районів, Бучанської та Ірпінської міських рад.

## Чинні керівники
Наразі Головою Бучанської районної державної адміністрації (з 25 грудня 2024 року) є Полозун Ігор Юрійович.

## Під час війни
У зв'язку з широкомасштабним вторгненням Росії 24 лютого 2022  район зазнав значної гуманітарної катастрофи на окупованих ворогом територіях.